# 吉岡広小路
吉岡 広小路（よしおか ひろこうじ、1959年（昭和34年）9月3日 - ）は、日本の政治家。元広島県三次市長（1期）・旧三次市長（1期）。元三次市議会議員（1期）・旧三次市議会議員（1期）。元広島県議会議員（1期）。

## 来歴
- 1959年（昭和34年）9月3日：広島県三次市生まれ。
- 1978年（昭和53年）3月：広島県立三次高等学校卒業。
- 1979年（昭和54年）4月：一浪後、早稲田大学入学。
- 1983年（昭和58年）3月：早稲田大学卒業。
- 1987年（昭和62年）：三次市議会議員（旧市）に立候補し、初当選（1991年（平成3年）まで1期）。
- 1995年（平成7年）：広島県議会議員に立候補し、初当選（1999年（平成11年）まで1期）。
- 2001年（平成13年）5月：当時三次市長であった福岡義登の死去に伴う三次市長選に立候補し、初当選。
- 2004年（平成16年）4月18日：合併に伴い、新制三次市長の初代市長に当選し就任。
- 2007年（平成19年）年：広島県市長会会長に就任（同時に全国副会長就任）。
- 2008年（平成20年）4月：任期満了に伴う、三次市長選で新人の村井政也に敗れ失職。
- 2011年（平成23年）4月：当時三次市長であった村井政也の公選法違反で書類送検され辞職したことに伴う、三次市長選に立候補したが、旧作木村長の増田和俊に敗れ落選。
- 2012年（平成24年）：三次市議会議員に立候補し、当選。
- 2017年（平成29年）9月29日：一身上の都合により三次市議会議員を辞職。